# 埃爾金鎮區 (北卡羅萊納州薩里縣)
埃爾金鎮區（英語：Elkin Township）是位於美國北卡羅萊納州薩里縣的一個鎮區。

## 地方資料
埃爾金鎮區的面積為67.59平方千米，皆為陸地。根據2020年美國人口普查的數據，當地共有人口8283人，而人口密度為每平方千米122.55人。